# München-Daglfing (stacja kolejowa)
München-Daglfing – stacja kolejowa w Monachium, w dzielnicy Bogenhausen, w kraju związkowym Bawaria, w Niemczech. Jest obsługiwany przez kolej S-Bahn.